# 桜井美里
桜井 美里（さくらい みさと、2003年4月18日 - ）は、元日本のタレント、女優、歌手であり、女性アイドルグループukkaの元メンバー。埼玉県出身。スターダストプロモーション制作3部所属に所属していた。2023年12月31日スターダストプロモーション退所。

## 略歴
- 幼稚園(4歳)から小学1年生までキッズモデルとしてCMやドラマに出演。小学5年生からはアイドルグループのメンバーとして活動[2]。当時の事務所やグループ名などは未詳。
- 2015年
  - 春 - スカウトによりスターダストプロモーションに所属。
  - 5月 - アイドルグループ桜エビ〜ずが結成され、結成メンバーとなる。
  - 8月1日 - 「TOKYO IDOL FESTIVAL 2015」においてお披露目された桜エビ〜ずのメンバーとして活動開始。
- 2018年
  - 7月28日 - 「夏S 2018 ももクロトリビュート ～みんなで10周年をお祝いしちゃうぞ！～」(@メットライフドーム)に出演し、シャッフルユニット「佐々木彩夏プロデュースによる“ダンス上手いユニット”」に選抜され参加。
- 2020年
  - 2月3日-15日、スカパー!朝のTwitterドラマ(超短編) 第48作『バレンタインデーの練習』(全10話)に出演。
  - 12月28日、「桜井美里卒業公演～My Graduation～」(@STUDIO COAST)をもってukkaを卒業[3][4]。
- 2021年
  - 6月22日-27日、舞台「イベント企画OZ vol.7 "家族"のショートストーリーズ「ファミスト‼︎」」(@池袋シアターグリーン BOX in BOX THEATER)に出演[5]。初舞台。
  - 9月8日-12日、舞台「アリスインプロジェクト2021年秋公演「アリスインデッドリースクール・邂逅」」(＠新宿村LIVE)に百村信子役として出演。W主演[6]。
- 2022年
  - 4月10日、ゴリエ（ガレッジセール・ゴリ）の新曲「若いってすばらしい」／「私のママは2個結び」(両A面シングルCD、2022年6月8日発売)に参加、「Gorie with Rei＆Misato」として初パフォーマンス[7][8][9][10]。

- 2023年
  - 12月31日 スターダストプロモーションを退所[11]。

## 人物
- 性格：元気で明るい[12]。自己分析によると、誰とでも仲良くでき、常に誰かとしゃべっていないと落ち着かないタイプ[13]。桜エビ〜ず結成時は最年少メンバーだったこともありグループ内では妹的な存在で、「一番の甘えん坊は誰？」というグループメンバーへの質問にも全員が桜井の名をあげている[14]。母親によると、やらないで後悔するよりやってみて後悔するほうが好きなタイプと評されている[15]。また、自身のブログをブログ開設日(2016年2月14日)から令和改元日(2019年5月1日)までの1172日間毎日欠かさず更新し続けるなど[16][17][18][19][20]、意志が強く真面目で努力家な面もあわせ持つ。
- 趣味：公式プロフィールでは、音楽鑑賞、歌うこと[21]。他に、旅行[16]。特に車で家族旅行をするのが好き。また、ファッションにも関心が高い。好きなモデルは、大友花恋、横田真悠、黒崎レイナ[16]。
- 特技：公式プロフィールでは、側転、マラソン、運動全般、早食い、大食い[21]。
- 学校：好きな科目は数学と理科、嫌いな科目は体育と英語[13]。
- 家族：姉が2人いる。3人姉妹の末っ子[22]。
- ペット：犬(チワワ)を3匹飼っている。名前は「みるく」(雄)と「さくら」(雄）と「プリン」（雌）。[23]なお、以前飼っていた「チョコ」(雌)は2018年11月24日に[24]、「マロン」(雌)は2019年5月に亡くなった[25]。
- 好きな色：ピンク(濃いピンク)、黒[16]。
- 好きなキャラクター：クレヨンしんちゃんが大好きで、ブログでもたびたび言及している[26][16]。
- 好きなドラマ：『砂時計』(ドラマ版)[27][28][29]。本ドラマの舞台でありロケ地となった島根県を「行きたいところ」の一つにあげている[30][31]。
- 好きな食べ物：お肉と明太子[32][33]。他に、白米、タバスコ[34]、餃子、肉じゃがなど[15]。果実では、いちご、さくらんぼ、りんご、なし[35]。お菓子では、じゃがりこ[36]。
- 苦手な食べ物：野菜全般[15]。アボガド[13]、ウニ、固形のチーズ[16]。

## ukka関連
- 背景：もともとアイドル志望であったところに、桜エビ〜ず結成の話をもらい参加を決めた[37]。
- 歌：優しい歌声が特徴で、落ちサビの重要なパートを任う曲も多かった。オリジナル曲で一番好きなのは「ボクエール」[37]。
- ダンス：活動開始当初は振り覚えなどに苦戦していたが[37]、2018年夏のスタプラのイベント『夏S』では「佐々木彩夏プロデュースによる“ダンス上手いユニット”」に選抜されるほどに上達した。
- キャラと役割：アイドル性を強調する圧の強いキャラが基本。他に、おもしろいキャラ、いじられ役、オチ役、スベリ役など、様々な役割をグループ内で担った。スベり役について悩むことも多かったが、ありのままでよいと考えることで克服した[38]。また、その発想のユニークさから、トークにおいて予想外の方向に話題を展開させる役割を果たすことも多かった。
- あだ名の由来：小さい頃から近所の友達に呼ばれていたことに由来する。元々は「みっぴー」であったものが、語尾を延ばさない「みっぴ」になった[16]
- こだわり：公式ブログの開設時(2016年2月14日)から令和改元の日(2019年5月1日)までの1172日間、一日も欠かすことなくブログの更新を続けた。2017年6月27日更新のブログで連続更新500日の記録を達成[16]、2018年11月9日更新のブログで連続更新1000日の記録を達成[19]。その後、心境の変化から毎日更新を終了することを平成最後の日に発表し[20]、翌日の2019年5月1日の更新をもってブログの連続更新記録はストップした。
- 好きなアイドル：姉分の私立恵比寿中学を敬愛しており、とりわけ安本彩花を強く慕っている[39][40][41]。また、ももいろクローバーZの佐々木彩夏に憧れている[42]。スターダストプラネット所属の他のアイドルグループではときめき♡宣伝部が好きで、過去にはプライベートでライブに参戦したこともある[43]。
- 好きなアーティスト：フェアリーズが大好きで、特に林田真尋の大ファン[16]。他に、YouTuberのスカイピースが好き[44][16]。
- 交友関係：ukka外で親しいアイドルは、市川優月(アメフラっシ)[36]。
- 将来の夢：いろんな人から愛される人になること[16]。スターになること。テレビに出ているのが普通になること[15]。バラエティ番組に出ること[37]。
- 「アイドルたちのミュージックバトン」ではukkaおススメの曲として「リンドバーグ」「まわるまわるまわる」「キラキラ」の3曲を挙げた[45]。次にバトンを渡すTask have Funの好きな楽曲として3WDを紹介した。
- グループとして今後の目標を聞かれ、「まずはメジャーデビューをすることが目標です！！」と答えた[46]。

## 作品

### 参加作品
| リリース日   | アーティスト・タイトル                                                    | 規格 | レーベル             | 品番       | 曲名                                               | 備考                                                                   |
| ------------ | ------------------------------------------------------------------------- | ---- | -------------------- | ---------- | -------------------------------------------------- | ---------------------------------------------------------------------- |
| 2022年6月8日 | ゴリエ (Gorie with Rei＆Misato) 『若いってすばらしい／私のママは2個結び』 | CD   | よしもとミュージック | YRCN-90330 | M-1「若いってすばらしい」 M-2「私のママは2個結び」 | ゴリエの新曲に丸山礼とともに参加 「若いってすばらしい」【official PV】 |

## 出演

### テレビ
- 2015年11月3日 - 「激辛ドM男子#4 中学生アイドルにアゴで使われストレスだらけのマネージャー」(テレビ東京)に出演。
- 2020年8月19日 - 「コアラモード.小幡康裕のガチンコスターダストプラネット #56」(フジテレビNEXT)に出演し「雨にキッスの花束を」(今井美樹)を歌唱。
- 2020年10月20日 -  この恋あたためますか（TBS系）[49]
  - 主人公の井上樹木が所属していたアイドルグループ「Cupid」のメンバー役（メンバーカラー■イエロー）として出演。
- 2022年4月22日 - 『ゴリエと申します。』(フジテレビ(関東ローカル))に出演。4月29日、5月27日、6月3日、6月17日[50]放送回にも出演。

### ラジオ
- 2019年3月17日 - 「Good Choice Radio」(FM愛知)に、桜エビ〜ずのメンバー 川瀬あやめ とともに出演。
- 2020年1月13日 - 「スタプラアイドルフェスラジオ」(ニッポン放送)に出演[51]。
- 2020年7月18日 - 「トレンディエンジェルのPePePeラジオ」(文化放送)に、芹澤もあと出演。

### 舞台
- 2021年6月22日-27日 - 「イベント企画OZ vol.7 "家族"のショートストーリーズ「ファミスト‼︎」」(@池袋シアターグリーン BOX in BOX THEATER)に出演[52][5]。
- 2021年9月8日-12日 - 「アリスインプロジェクト2021年秋公演「アリスインデッドリースクール・邂逅」」（＠新宿村LIVE）百村信子役（W主演）[6][53][54][55]。
- 2021年10月14日-16日 - 「「We Are Fire Fighters ～故郷に想いを馳せて～」2021 埼玉公演」(@彩の国さいたま芸術劇場・小ホール)に出演[56]。
- 2023年11月25日 - 「サンリオピューロランド×ゴリエ ミュージカル〜THE BATTLE OF LOVE〜」（@サンリオピューロランド）に出演[57]。

### WEB
- 2019年2月15日 - 「@VOICE」(BackStage Cafe(インターネットラジオ))に、桜エビ〜ずのメンバー 村星りじゅ、茜空 とともに出演。
- 2019年9月30日 - 「＠JAM THE WORLD」(SHOWROOM)に、桜エビ〜ずのメンバー 村星りじゅ とともに出演。
- 2020年2月3日-15日 - スカパー!朝のTwitterドラマ(超短編) 第48作『バレンタインデーの練習』(1話〜15話(最終話)、及び総集編)に出演[58][59]。SUPER★DRAGONの池田彪馬との共演。脚本はせきしろ[60]。

### イベント
- 2016年8月20日、「エビ中 夏のファミリー遠足 略してファミえん in 富士急 2016」において、公演開始前のラジオ番組風プレトークに出演。また、公演内の「ファミえん突撃インタビュー！」でファンに突撃インタビューを試みるレポーターを務めた[61][62]。
- 2018年7月28日、「夏S 2018 ももクロトリビュート ～みんなで10周年をお祝いしちゃうぞ！～」(@メットライフドーム)において、シャッフルユニットの「佐々木彩夏プロデュースによる“ダンス上手いユニット”」に選抜で選ばれ「poison」を披露[63]。
- 2019年12月16日、「渋谷LOFT9 アイドル倶楽部 スタプラアイドルフェスSP」にゲスト出演。
- 2022年4月10日、ゴリエの新曲「若いってすばらしい」(2022年6月8日発売)に「Gorie with Rei＆Misato」として参加し、B.LEAGUE所属のプロバスケットボールクラブ・アルバルク東京のホームゲームハーフタイムショーにて初パフォーマンス。
- 同年6月11日、Gorie with Rei＆Misato「若いってすばらしい／私のママは2個結び」のCD発売を記念する追加イベント(@大宮アルシェ1Fイベントステージ)に出演。ミニライブと特典会を開催[64]。
- 同日、Gorie with Rei＆Misato「若いってすばらしい／私のママは2個結び」のCD発売を記念するリアル＋オンライン配信イベント(@HMV&BOOKS SHIBUYA)に出演。トークショーやMV生コメンタリー上映会、終演後サイン＋ペコリ会などを開催[65][66]。
- 同年8月15日、「「若いってすばらしい／私のママは2個結び」CD発売記念イベント」(@イオンモール木更津)に出演。ミニライブ、トーク、CD購入者対象特典会が行われた[67]。
- 同年10月29日、「ゴリエ CD発売イベント「初めまして。久しぶり。ゴリエです。」」(@イオンモール幕張新都心)に出演。ミニライブとスリーショット写メ会が行われた[68]。
- 同年12月10日、「ゴリエと申します。ペコリFES」(@お台場特設会場(フジテレビ本社屋内))に出演[69]。

### その他
- B.L.T.web「2018年大注目！HOT UP!!!桜エビ〜ず④ 桜井美里 前編 ソログラビア」(2018年2月7日) [70]。
- B.L.T.web「2018年大注目！HOT UP!!!桜エビ〜ず⑩ 桜井美里 後編 15問15答」(2018年3月21日) [71]。
- 【GIG TAKAHASHI 特別インタビュー】くりか＆桜井美里＆みのり＆里仲菜月、ステージで熱狂を生む4人がこの夏に頑張りたいこと[72]
- HUSTLE PRESS「HaaaaaN zero 桜井美里」(2019年6月28日、7月16日、7月28日)[73][74][75]。

## 書籍
- 『Top Yell 特別編集 Top Yell NEO』(2016年6月30日、竹書房) メンバー5名(水春、川瀬、村星、桜井、茜)のインタビュー(4頁)、「「桜エビ〜ず」5人の関係性が分かる!? 12のQuestions」(1頁)、「桜エビ〜ずの「現在」と「未来」」(2頁、「校長」こと藤井ユーイチ(スターダスト芸能3部マネージャー)のインタビュー)を掲載(p.130-137)。
- 『Top Yell 2017年7月号』(2017年6月6日、竹書房) いぎなり東北産とのツーマンライブ(2017年5月4日、@仙台・楽楽楽ホール)のレポート(19-21頁)と、いぎなり東北産とのトークバトル(32-35頁)を掲載。
- 『日経エンタテインメント！ スターダストプラネット公式Special Book』(2018年7月19日、日経BP社) ソロインタビュー(p.192-193)、気になるスタプラメンバー(p.75)、スタプラで今後挑戦してみたいことのアンケート(p.135)。
- 『BUBKA 2019年7月号』(2019年5月31日、白夜書房) メンバー3名(茜、桜井、芹澤)の鼎談インタビュー記事を掲載(p.71-73)。
- 『ENTAME(エンタメ) 2019年8月号』(2019年6月28日、徳間書店)　メンバーへの10問10答(QandA)を掲載(p.43)[76]。
- 『UTB+ vol.48』(2019年7月9日、ワニブックス)　連載「桜エビ〜ずの全力○○(マルマル)!〜目指せトレンド入りっ!!〜」第3回。
- 『HaaaaaN Deneb』(2019年8月21日、HUSTLE PRESS)　桜井美里のグラビアとインタビューを掲載(p.35-49)。
- 『IDOL AND READ 023』(2020年7月31日、シンコーミュージック)　グラビアと詳細なインタビューを掲載(p.142-157)[77]。